# Morgensterkerk (Zoetermeer)
De Morgensterkerk is een kerkgebouw in het de wijk "Dorp" van Zoetermeer.

## Bouwgeschiedenis
De kerk is ontworpen door architect W. Wissing uit Barendrecht. De eerste paal werd geslagen op 10 oktober 1963 en de eerste steen werd gelegd op 13 mei 1964. De kerk werd op 22 september 1965 ingewijd. In 1995 zijn de zalen op de begane grond ingrijpend vernieuwd en daarbij ook uitgebreid. In 2013 en 2014 volgde een verdere verbouwing waarbij het gehele gebouw werd gemoderniseerd. Ook werd de akoestiek van de kerkzaal beter geschikt voor muzikale toepassingen.
In de zuidgevel zijn gekleurde ramen geplaatst, die de schepping weergeven. In de noordgevel is wit glas aangebracht, waardoor men vanaf het oude dorp de kerk in kon kijken. In de oostgevel vindt men de morgenster, een begrip uit de teksten in de Bijbelboeken van Petrus en de Openbaringen. Aan de binnenzijde wijst een van de stralen van de ster naar de geopende Bijbel op de preekstoel.
Het gebouw is in gebruik bij de Hervormde Morgenstergemeente Zoetermeer, een gemeente op gereformeerde grondslag, die deel uitmaakt van de Protestantse Kerk in Nederland. De gemeente verwijst naar het Convenant van Alblasserdam voor haar positie binnen dit kerkverband. Leden van de gemeente komen uit heel Zoetermeer en omliggende plaatsen.

## Het interieur
De houten preekstoel is tijdens de bouw vervaardigd door een plaatselijke kunstenaar, de heer Langstraat. De panelen vertellen de gelijkenis van de zaaier. De oude statenbijbel op de preekstoel is een geschenk van een lid van de gemeente. Vrouwen uit de hele gemeente hebben een vloerkleed onder de avondmaalstafel geknoopt en ook het avondmaalstel op deze tafel is gemaakt door een gemeentelid. De bovenkant van het doopvont beeldt een vleugel uit en verwijst daarmee naar de Heilige Geest. Er zijn afbeeldingen van een leeuw, een kalf, een mens en een vliegende arend op aangebracht, een verwijzing naar een bijbeltekst uit het boek Openbaringen.

## Het orgel

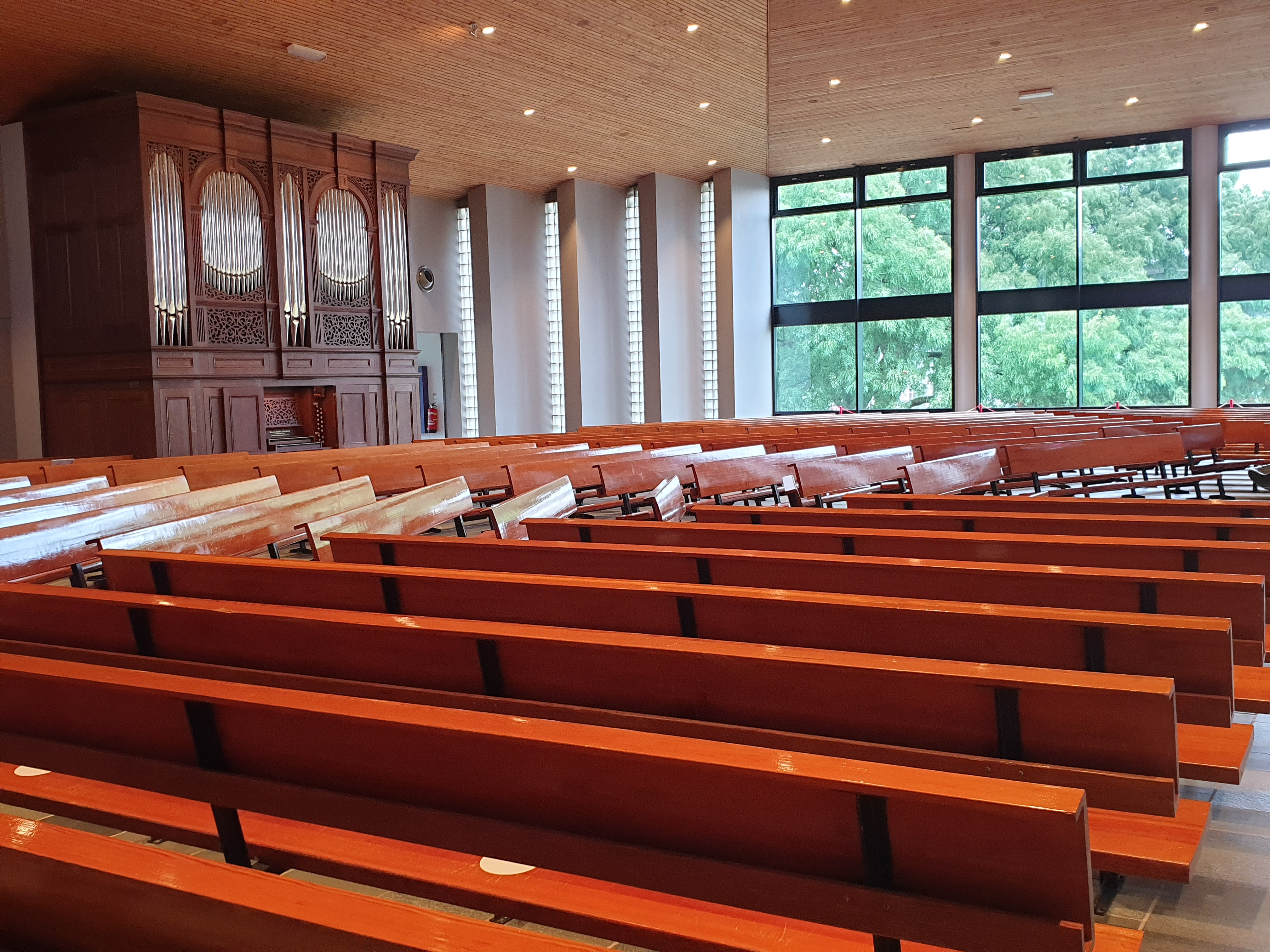
Het orgel

In de kerkzaal staat een Engels orgel uit 1880, gebouwd door de firma Maley, Young and Oldknow. Dit orgel is afkomstig van de in 1979 gesloopte Presbyterian Church (later Elim Church) aan de Benhill Road in Camberwell Londen. Bij plaatsing in 2005 is het orgel enigszins uitgebreid tot 26 stemmen en is er een geheel nieuwe orgelkas gemaakt in victoriaanse stijl.